# کیا جویس
کیا جویس (Kia Joice) خودرویی است که در سال‌های ۱۹۹۹ تا ۲۰۰۲در کره جنوبی تولید شده‌است. طول آن در حالت طبیعی ۴٬۵۷۰ میلیمتر (۱۸۰ اینچ) است. سیستم جعبه‌دندهٔ آن ۴ دنده به دو صورت خودکار و دستی است.